# بنهام (کنتاکی)
بنهام (به انگلیسی: Benham) شهری در ایالت کنتاکی کشور ایالات متحده آمریکا است که جمعیت آن در سرشماری سال ۲۰۱۰ میلادی، ۵۰۰ نفر بوده‌است.

## نگارخانه

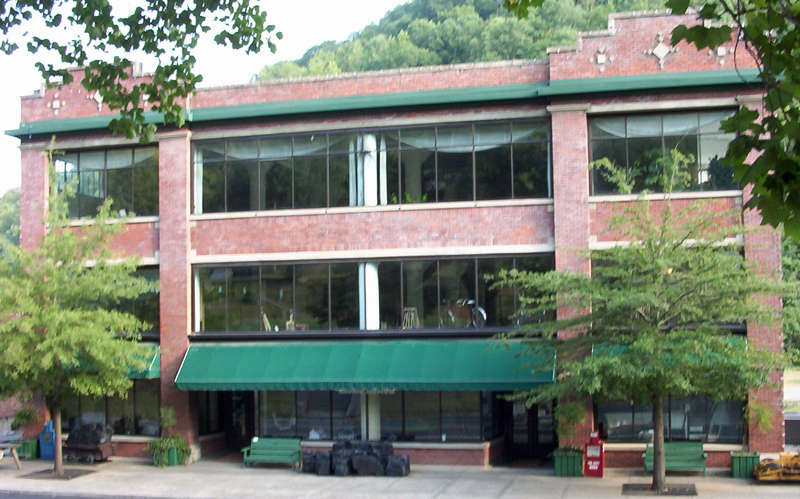
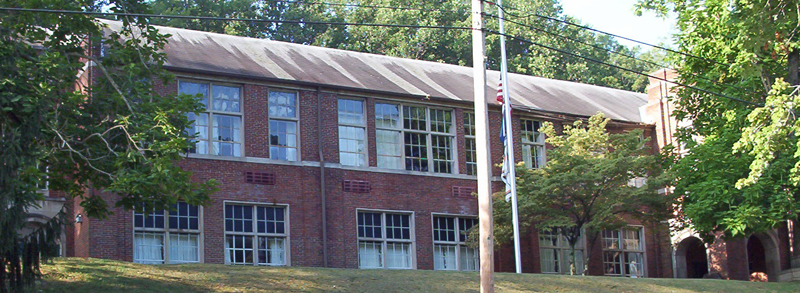
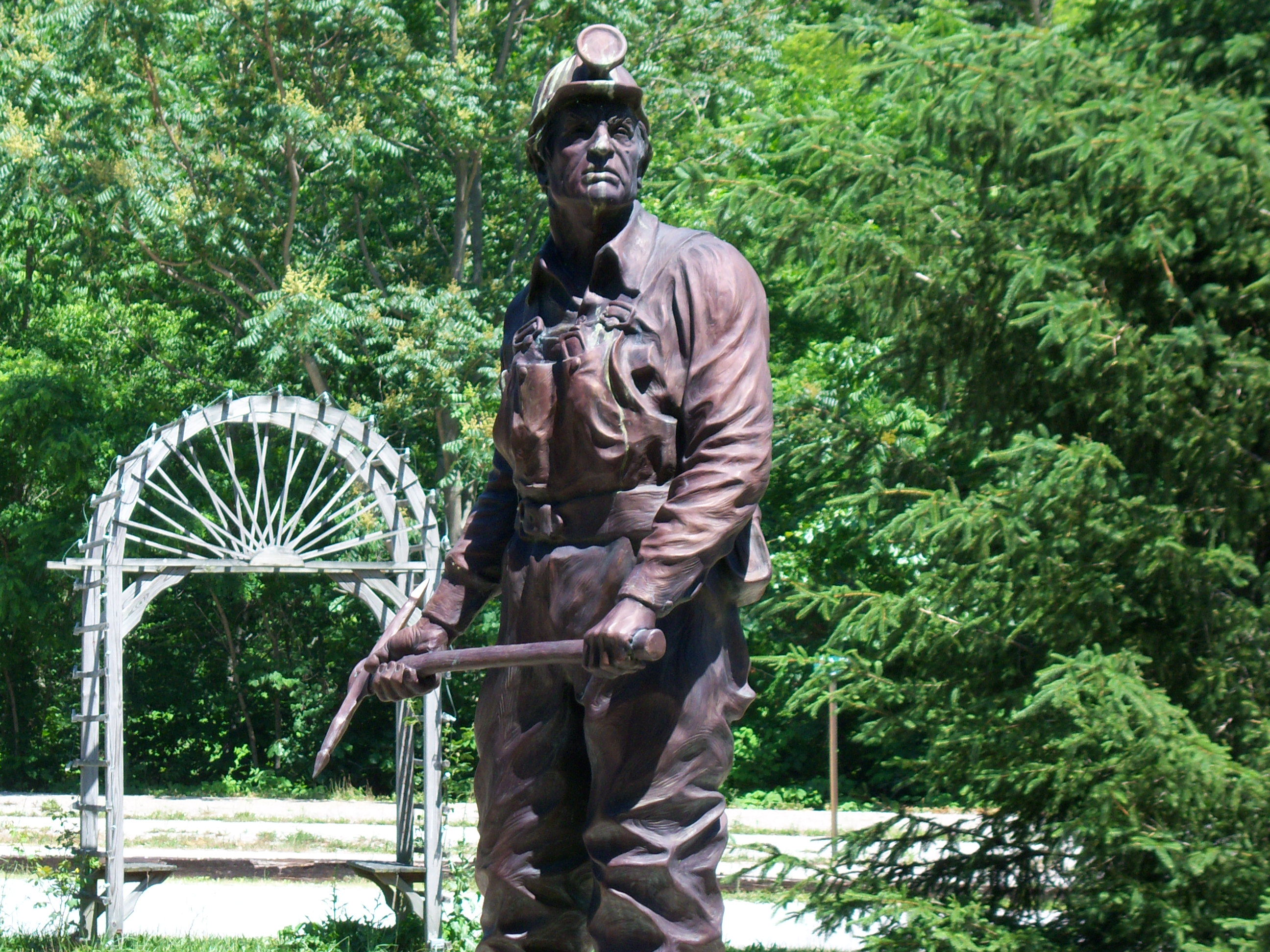